# Auguste Amic
Pour les articles homonymes, voir Amic.
Auguste Amic, né le 11 septembre 1921 à Saint-Cyr-sur-Mer (Var) et mort le 14 août 2006 à La Ciotat (Bouches-du-Rhône), est un homme politique français.

## Biographie
En 1972, il succède à Édouard Le Bellegou au Sénat.
En 1977, il est exclu du PS pour s'être présenté aux sénatoriales,.
Il a écrit un livre.

## Détail des fonctions et des mandats

### Mandats locaux
- 1947 - 1971 : Conseiller municipal de Saint-Cyr-sur-Mer
- 1971 - 1977 : Maire de Saint-Cyr-sur-Mer
- 1976 - 1982 : Conseiller général du canton du Beausset

### Mandat parlementaire
- 6 décembre 1972 - 2 octobre 1977 : Sénateur du Var